# Pommeréval
Pommeréval är en kommun i departementet Seine-Maritime i regionen Normandie i norra Frankrike. Kommunen ligger i kantonen Bellencombre som tillhör arrondissementet Dieppe. År 2022 hade Pommeréval 513 invånare.

## Befolkningsutveckling
Antalet invånare i kommunen Pommeréval
| Referens: INSEE |